# Понтиљијано (Мачерата)
Понтиљијано (итал. Pontigliano) насеље је у Италији у округу Мачерата, региону Марке.
Према процени из 2011. у насељу је живело 27 становника. Насеље се налази на надморској висини од 77 м.